# Daniël Mijtens

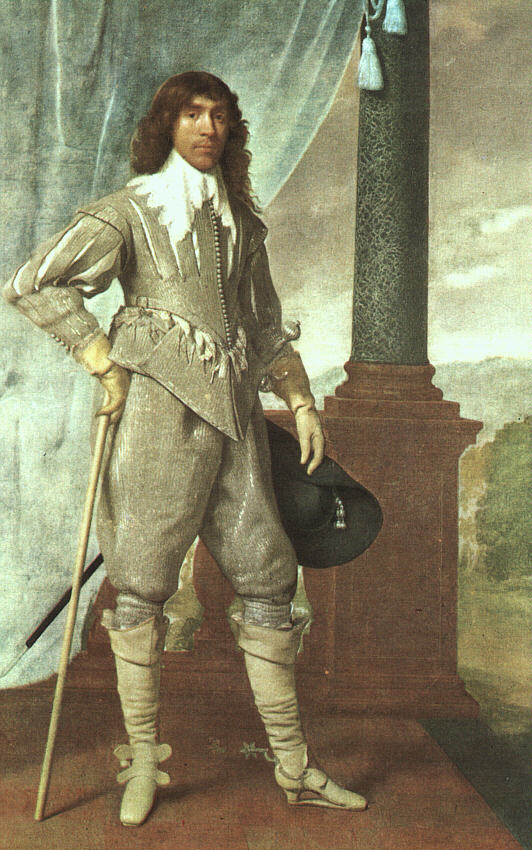
James Hamilton. Retrato de Mijtens de 1629.

Daniël Mijtens (Delft, h. 1590-La Haya, 1647-48), conocido en Inglaterra como Daniel Mytens el Viejo, fue un retratista holandés que desarrolló la mayor parte de su carrera trabajando en Inglaterra. Es posible que en La Haya trabajase en el estudio de Michiel Jansz. van Mierevelt, aunque no se conserva mayor información de su primera etapa.
En 1618 se trasladó a Londres, cuyo primer mecenas fue Thomas Howard. Además de la familia de Howard, se le encargo pintar a Jacobo VI de Escocia y I de Inglaterra y a su hijo Carlos, en aquel momento Príncipe de Gales. Después de la llegada de este al trono en 1625 con el título de Carlos I de Inglaterra, Mijtens elaboró una gran cantidad de retratos del mismo, de su familia y de la corte, incluyendo duplicados de las obras, con la ayuda de otros pintores a sus órdenes. Dos de sus mejores obras representan a la misma persona, James Hamilton, que después sería el primer Duque de Hamilton, pintado a los diecisiete años en 1623, y después con veintitrés años en 1629.
Mijtens visitó Holanda en 1626 y 1630, posiblemente para conocer los últimos avances en las técnicas pictóricas, en especial los trabajos de Rubens y Van Dyck. Introdujo un nuevo naturalismo en la pintura retratista de la Corte de Inglaterra, aunque la llegada a Inglaterra de Anthony Van Dyck fue apagando su figura, y regresó a Holanda. De esta última etapa de su vida sólo se conservan cuatro obras.